# San Rafael de Arriba
San Rafael de Arriba es una localidad del estado mexicano de Coahuila. Es parte del municipio de San Pedro.

## Toponimia
El nombre «San Rafael» hace referencia al santo patrono de la localidad: San Rafael Arcángel.

## Demografía
| Gráfica de evolución demográfica |
|                                  |

| Censo | Población |
| ----- | --------- |
| 1910  | 385       |
| 1921  | 325       |
| 1930  | 217       |
| 1940  | 507       |
| 1950  | 807       |
| 1960  | 1 059     |
| 1970  | 1 111     |
| 1980  | 1 636     |
| 1990  | 1 743     |
| 2000  | 1 361     |
| 2010  | 1 556     |
| 2020  | 1 577     |